# Володимирівка (Криничанська селищна громада)
Володи́мирівка — село в Україні, у Криничанській селищній громаді Кам'янського району Дніпропетровської області.
Населення — 172 мешканця.

## Географія
Село Володимирівка розташоване за 2 км від лівого берега річки Грушівка, за 0,5 км від села Єгорівка. Поруч проходить автомобільна дорога Т 0410.

## Історія
За даними на 1859 рік у власницькому селі Верхньодніпровського повіту Катеринославської губернії налічувалось 36 дворових господарств, у яких мешкало 242 особи (128 чоловічої статі та 114 — жіночої).
1886 року в селі Гуляйпільської волості мешкало 299 осіб, налічувалось 48 дворів.
Станом на 1908 рік населення колишнього панського села зросло до 601 особи (311 чоловічої статі та 290 — жіночої), 88 дворових господарств:

## Населення

### Мова
Розподіл населення за рідною мовою за даними перепису 2001 року:
| Мова            | Кількість | Відсоток |
| --------------- | --------- | -------- |
| українська      | 166       | 96.51%   |
| вірменська      | 3         | 1.75%    |
| російська       | 1         | 0.58%    |
| білоруська      | 1         | 0.58%    |
| інші/не вказали | 1         | 0.58%    |
| Усього          | 172       | 100%     |